# Limnophila shikokuensis
Limnophila shikokuensis är en tvåvingeart som beskrevs av Alexander 1953. Limnophila shikokuensis ingår i släktet Limnophila och familjen småharkrankar. Inga underarter finns listade i Catalogue of Life.